# Дюшор (Пенсільванія)
Дюшор (англ. Dushore) — місто (англ. borough) в США, в окрузі Саллікан штату Пенсільванія. Населення — 451 особа (2020).

## Географія
Дюшор розташований за координатами 41°31′34″ пн. ш. 76°23′55″ зх. д. / 41.52611° пн. ш. 76.39861° зх. д. (41.526002, -76.398512).  За даними Бюро перепису населення США в 2010 році місто мало площу 2,08 км², з яких 2,04 км² — суходіл та 0,04 км² — водойми.

## Демографія
Згідно з переписом 2010 року, у селищі мешкало 608 осіб у 341 домогосподарстві у складі 134 родин. Густота населення становила 292 особи/км².  Було 408 помешкань (196/км²).
Расовий склад населення:
| - 98,8 % — білих - 0,3 % — корінних американців |

До двох чи більше рас належало 0,7 %. Частка іспаномовних становила 0,5 % від усіх жителів.
За віковим діапазоном населення розподілялося таким чином: 15,1 % — особи молодші 18 років, 60,7 % — особи у віці 18—64 років, 24,2 % — особи у віці 65 років та старші. Медіана віку мешканця становила 49,2 року. На 100 осіб жіночої статі у селищі припадало 83,1 чоловіків;  на 100 жінок у віці від 18 років та старших — 84,9 чоловіків також старших 18 років.
Середній дохід на одне домашнє господарство  становив 42 887 доларів США (медіана — 32 727), а середній дохід на одну сім'ю — 63 583 долари (медіана — 46 776). Медіана доходів становила 51 667 доларів для чоловіків та 26 667 доларів для жінок. За межею бідності перебувало 19,4 % осіб, у тому числі 20,7 % дітей у віці до 18 років та 13,7 % осіб у віці 65 років та старших.
Цивільне працевлаштоване населення становило 287 осіб. Основні галузі зайнятості: освіта, охорона здоров'я та соціальна допомога — 24,4 %, будівництво — 17,4 %, роздрібна торгівля — 11,5 %, виробництво — 10,8 %.